# هزاره چهارم (پیش از میلاد)

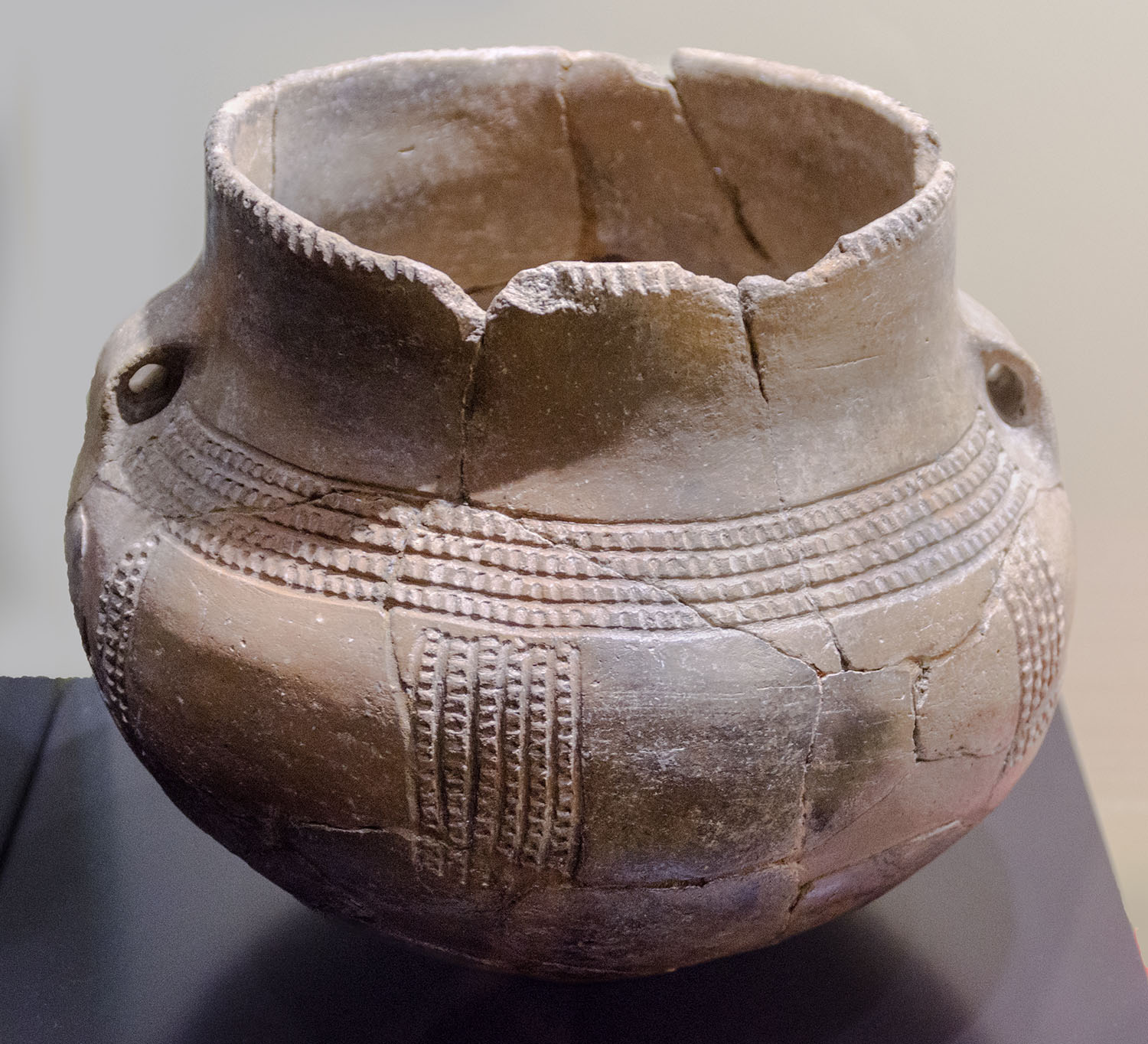
کوزه ای از دوران هزاره چهارم

(هزاره ۵ پ‌م - هزاره ۴ پ‌م - هزاره ۳ پ‌م - هزاره‌های دیگر)

## رویدادها
- شهر سومری اور در میانرودان (سده ۴۰ پ. م)؛ برتری سومری‌ها در میانرودان با ابداع نگارش، ریاضیات در مبنای ۶۰، علم نجوم و ستاره‌شناسی، قوانین مدنی، آب‌شناسی پیچیده، قایق بادبانی، چرخ، چرخ کوزه‌گری بین ۲۰۰۰–۴۰۰۰ پ.م.
- فرهنگ نکدا کنار نیل ۳۰۰۰–۴۰۰۰ پ.م.
- مبدأ تاریخ تقویم عبری در روز ۷ اکتبر ۳۷۶۱ پ.م.
- گاهشماری یهودی آغاز آفرینش را در ۲۵ دسامبر یا ۲۹ مارس ۳۷۶۰ پ. م می‌داند.
- پیدایش اولین تا چهارمین سلسلهٔ کیش در میانرودان.
- فرهنگ‌های کورگان: فرهنگ سردنی استاگ و مایکوپ. این دو احتمالاً جزو اقوام هندواروپایی آغازین هستند. دومی نامزد ایجاد عصر مفرغ هم است.
- مرد یخی اوتزی در حدود ۳۳۰۰ پ. م نزدیک مرز امروزی اتریش و ایتالیا می‌میرد. جسد او در سال ۱۹۹۱ داخل یخچالی در کوه‌های اوتزال آلپ کشف می‌شود.
- مردم عصر نوسنگی در ایرلند رصدخانه‌ی ۲۵۰٬۰۰۰ تنی نیوگارانج را در حدود ۳۲۰۰ پ. م ساختند.
- تقویم مایاها، آفرینش را در روز ۱۱ اوت یا ۱۳ اوت ۳۱۱۴ پ. م می‌داند.
- کرت: پیدایش تمدن مینوان
- زیست‌گاه‌های مربوط به دوران نوسنگی؛ اسکارا براها در جزایر اورکنی اسکاتلند.
- ۳۰۰۰ پ. م - منس مصر علیا و سفلی را با هم متحد ساخته و پایتخت جدیدی در ممفیس به وجود آورد.
- بر اساس اسطوره‌شناسی هندی، مبدأ کالی یوگا در نیمه‌شب (۰۰:۰۰) ۱۸ فوریه ۳۱۰۲ پ. م واقع می‌شود، روز مرگ سنتی کریشنا
- کشف نقره

## فرهنگ‌ها
- شبه‌قارهٔ هند
  - مهراگار سوم-چهارم
- میانرودان در آسیا
  - سومر
  - پیش ایلامی‌ها
- اروپای نوسنگی
  - یامنا
  - فرهنگ وینکا
  - تمدن مینوان
- مصر در آفریقا
  - فرهنگ نکدا کنار نیل

### تغییرات آب و هوایی
بر اساس مطالعات یک یخبندان‌شناس به نام لونی تامپسون (پروفسور دانشگاه اوهایو و محقق مرکز تحقیق روی قطب بیرد) شاخص‌های زیادی وجود دارند که نشان‌دهندهٔ تغییر جهانی آب و هوا در ۵۲۰۰ سال پیش هستند:
- آب و هوا ناگهان توسط فشارهای زیاد تغییر کرده‌است.
- گیاهانی که در قلهٔ یخی کولکایا در کوه‌های آند واقع در پرو دفن شده‌اند نشان می‌دهند که آب و هوا به طرز ناگهانی و با شدت تغییر کرده تا آن گیاهان تا امروز حفظ شوند.
- مردی که در یخچال آلپ (اوتزی) به دام می‌افتد و جسد او در سال ۱۹۹۱ کشف می‌شود.
- سه حلقه از ایرلند و انگلیس نشان می‌دهد که آن زمان خشک‌ترین دوران آن‌ها بوده‌است.
- نتایج به دست آمده از هستهٔ یخ از دو ایزوتوپ اکسیژن زمین‌های یخی بالای قلهٔ کلیمانجارو نشان‌دهندهٔ دمای جوی در زمان بارش برف است.
- تغییرات اساسی در گردهٔ گیاهی کشف شده از کف دریاچه‌های جنوب آمریکا.
- پایینترین میزان متان از هستهٔ یخ‌های گرینلند در قطب جنوب.
- آغاز بیابان‌زایی صحرا (سده ۳۵ (پیش از میلاد)). تغییر صحرا از یک محل قابل سکونت به بیابان لم یزرع.

## شخصیت‌های برجسته
- اوتسی مرد یخی. حدود ۳۳۰۰ سال پیش از میلاد
- فراعنه‌ی پیش دودمانی: تیو، تش، اسکیو، وازنر
- فراعنهٔ دورهٔ ابتدای سلسله‌ها، رو، سرکت، نارمر

## اختراعات، اکتشافات، نوآوری‌ها
- آغاز شهرنشینی سومریان در میانرودان.
- پیدایش اولین شهرها در مصر (سده ۳۵ (پیش از میلاد))
- نخستین آثار نگارش در شهرهای اوروک و سوسا (به خط میخی). در مصر به خط هیروگلیف.
- فرهنگ کورگان که در جنوب روسیه و اوکراین امروزی واقع شده بود، اسب را رام کرده و ارابه را توسعه داد.
- استفاده از چرخ کوزه‌گری در خاورمیانه.
- استفاده از بادبان در نیل.
- ساخت جادهٔ سویت در انگلستان، اولین جاده‌ی مهندسی‌ساز شناخته‌شدهٔ جهان.
- استفاده از سیستم زهکشی و فاضلاب در هند
- ساخت سد، کانال و مجسمهٔ سنگی با خم کردن صفحات و اهرم در سومر.
- استفاده از مس در ابزار و جنگ‌افزار.
- استفاده از مفرغ، به ویژه توسط فرهنگ مایکوپ.
- ساخت مصطبه (پدر اهرام آینده) در مصر.
- اولین مرحلهٔ ساخت استون‌هنج (زمین بلند و گرد همراه یک خندق) حدود ۳۱۰۰ پیش از میلاد
- ایجاد مزارع سیده در ایرلند، (به جرأت می‌توان گفت) قدیمی‌ترین سیستم مزرعه‌داری در جهان.

## سده‌ها
- سده ۴۰ پ. م
- سده ۳۹ پ. م
- سده ۳۸ پ. م
- سده ۳۷ پ. م
- سده ۳۶ پ. م
- سده ۳۵ پ. م
- سده ۳۴ پ. م
- سده ۳۳ پ. م
- سده ۳۲ پ. م
- سده ۳۱ پ. م

<!- == پیوند به بیرون == ->
| هزاره | سده   | سده   | سده   | سده   | سده   | سده   | سده   | سده   | سده   | سده   |
| ----- | ----- | ----- | ----- | ----- | ----- | ----- | ----- | ----- | ----- | ----- |
| ۹ پ‌م: | ۹۰ پ‌م | ۸۹ پ‌م | ۸۸ پ‌م | ۸۷ پ‌م | ۸۶ پ‌م | ۸۵ پ‌م | ۸۴ پ‌م | ۸۳ پ‌م | ۸۲ پ‌م | ۸۱ پ‌م |
| ۸ پ‌م: | ۸۰ پ‌م | ۷۹ پ‌م | ۷۸ پ‌م | ۷۷ پ‌م | ۷۶ پ‌م | ۷۵ پ‌م | ۷۴ پ‌م | ۷۳ پ‌م | ۷۲ پ‌م | ۷۱ پ‌م |
| ۷ پ‌م: | ۷۰ پ‌م | ۶۹ پ‌م | ۶۸ پ‌م | ۶۷ پ‌م | ۶۶ پ‌م | ۶۵ پ‌م | ۶۴ پ‌م | ۶۳ پ‌م | ۶۲ پ‌م | ۶۱ پ‌م |
| ۶ پ‌م: | ۶۰ پ‌م | ۵۹ پ‌م | ۵۸ پ‌م | ۵۷ پ‌م | ۵۶ پ‌م | ۵۵ پ‌م | ۵۴ پ‌م | ۵۳ پ‌م | ۵۲ پ‌م | ۵۱ پ‌م |
| ۵ پ‌م: | ۵۰ پ‌م | ۴۹ پ‌م | ۴۸ پ‌م | ۴۷ پ‌م | ۴۶ پ‌م | ۴۵ پ‌م | ۴۴ پ‌م | ۴۳ پ‌م | ۴۲ پ‌م | ۴۱ پ‌م |
| ۴ پ‌م: | ۴۰ پ‌م | ۳۹ پ‌م | ۳۸ پ‌م | ۳۷ پ‌م | ۳۶ پ‌م | ۳۵ پ‌م | ۳۴ پ‌م | ۳۳ پ‌م | ۳۲ پ‌م | ۳۱ پ‌م |
| ۳ پ‌م: | ۳۰ پ‌م | ۲۹ پ‌م | ۲۸ پ‌م | ۲۷ پ‌م | ۲۶ پ‌م | ۲۵ پ‌م | ۲۴ پ‌م | ۲۳ پ‌م | ۲۲ پ‌م | ۲۱ پ‌م |
| ۲ پ‌م: | ۲۰ پ‌م | ۱۹ پ‌م | ۱۸ پ‌م | ۱۷ پ‌م | ۱۶ پ‌م | ۱۵ پ‌م | ۱۴ پ‌م | ۱۳ پ‌م | ۱۲ پ‌م | ۱۱ پ‌م |
| ۱ پ‌م: | ۱۰ پ‌م | ۹ پ‌م  | ۸ پ‌م  | ۷ پ‌م  | ۶ پ‌م  | ۵ پ‌م  | ۴ پ‌م  | ۳ پ‌م  | ۲ پ‌م  | ۱ پ‌م  |
| ۱:    | ۱     | ۲     | ۳     | ۴     | ۵     | ۶     | ۷     | ۸     | ۹     | ۱۰    |
| ۲:    | ۱۱    | ۱۲    | ۱۳    | ۱۴    | ۱۵    | ۱۶    | ۱۷    | ۱۸    | ۱۹    | ۲۰    |
| ۳:    | ۲۱    | ۲۲    | ۲۳    | ۲۴    | ۲۵    | ۲۶    | ۲۷    | ۲۸    | ۲۹    | ۳۰    |
| ۴:    | ۳۱    | ۳۲    | ۳۳    | ۳۴    | ۳۵    | ۳۶    | ۳۷    | ۳۸    | ۳۹    | ۴۰    |